# スピードスキー
スピードスキーとはスキー競技のひとつで急勾配の斜面を滑り降り時速を競う競技。
かつてはフランス語のkilomètre lancé からキロメーターランセ（仏語発音はキロメートルロンセが近い）とも呼ばれた。
ルールは、スタート後300メートルから400メートルほどの助走区間をほぼ直滑降し、その後の斜面に設置された100メートルの区間の平均速度を計測するというものである。そしてそこで最も平均速度の速い者が勝者となる。
200km/h以上という極めて高速で短時間の直滑降を行うため、選手は空気抵抗を減らすべく特殊形状のヘルメット、コーティングされた通気性のないスーツを着用し、脹脛の部分には整流の為のスポイラーを装着する。また、雪面から顎までの高さが30〜40cm程度という極端なクローチングを取る。ターンの必要がないことと雪面との摩擦熱に対応するため、スキー板も専用の物が使われる。
世界記録はイタリア人のイバン・オリゴーネが2016年3月26日にフランス・ヴァールで記録した254.958km/h、日本記録は久住和永が1997年にフランス・レザルクで記録した241.611km/hである。
1992年のアルベールビルオリンピックで公開種目として採用されたが、スイスの選手が練習中に雪上車と激突し死亡する事故が発生。そのスピードによる危険性などから現在も正式競技となるには至っていない。しかしながら、現在でもワールドカップが行われるなど欧米を中心に根強い人気を誇っている。